# Hellefjorden (Mandal)
 For alternative betydninger, se Hellefjorden. (Se også artikler, som begynder med Hellefjorden)
Hellefjorden er en fjord i Mandal kommune i Agder fylke i Norge. Den ligger syd for Tregde, og har indløb fra Skagerrak mellem Pysen i vest og Ytsteskjer i øst. Derfra går fjorden mod nordvest til Skjernøysundet på nordsiden af Skjernøya, som forbinder fjorden med Mannefjorden i vest.
Der ligger flere øer på hver side af fjorden. På østsiden ligger Store Sæsøy, Utøy, Risøy, Horsøy og Buøya, og på vestsiden ligger Sandøy, Hellersøy og den større Skjernøya.